# شیرقلعه
شیرقلعه (قزاقی: Шерқала) کوهی در شرق دریای خزر، در غرب قزاقستان نزدیک به روستای شه‌تپه است. کوه شیرقلعه شکلی شبیه شیر خوابیده و از سوی دیگر شباهت به پیاله دارد. دامنه‌های جنوبی و شرقی آن پرشیب‌اند و دامنه شمالی‌اش فرسایش بیشتری به خود دیده‌است.